# Piper tomentosum
Piper tomentosum är en pepparväxtart som beskrevs av Philip Miller. Piper tomentosum ingår i släktet Piper och familjen pepparväxter. Inga underarter finns listade i Catalogue of Life.